# Scheidingen (Adelsgeschlecht)

Wappen derer von Scheidingen

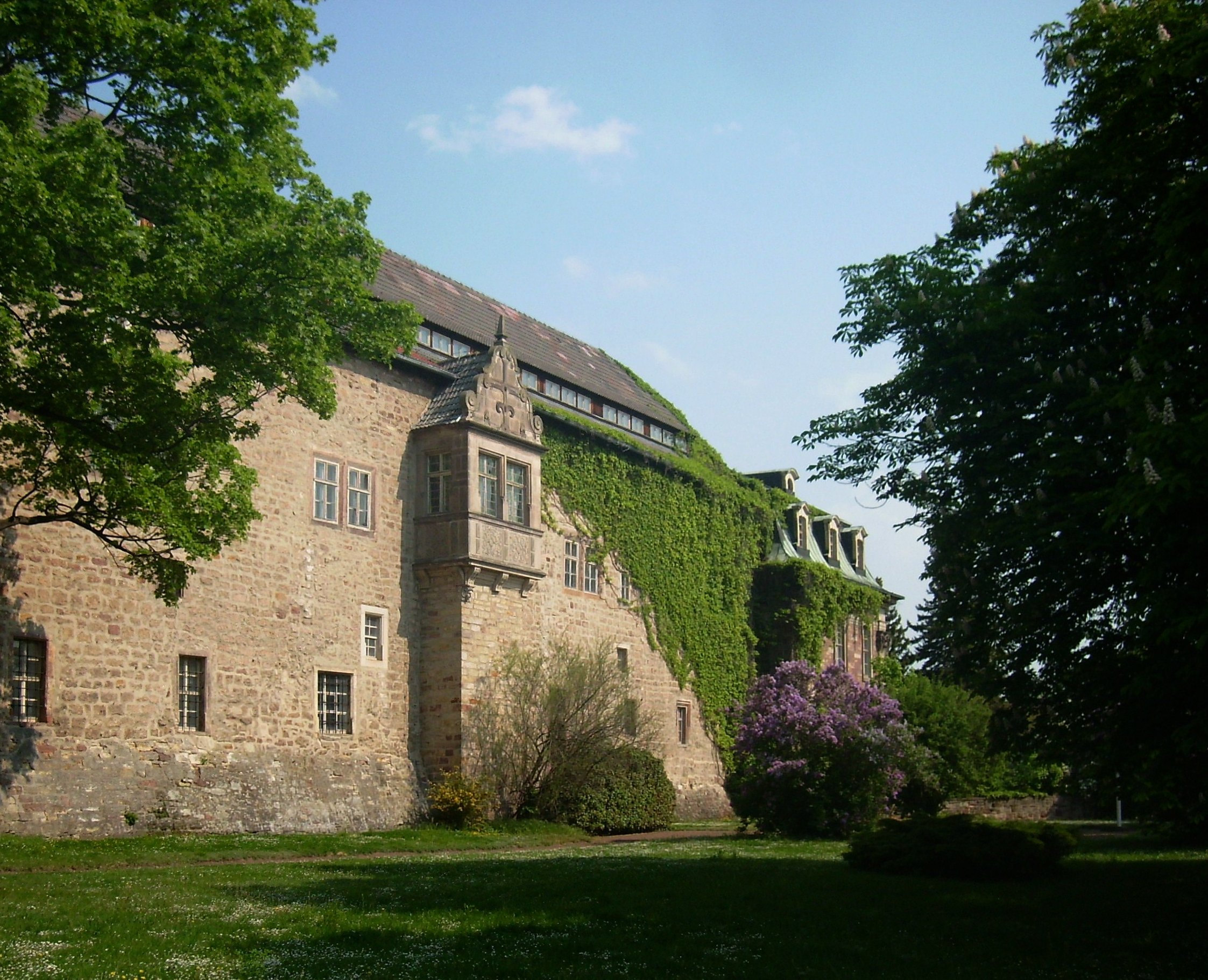
Renaissancetrakt von Burg Scheidungen

Die von Scheidingen (oft Schidingen, auch Scitingen oder Scheiding) sind ein altes thüringisch-sächsisches Ministerialgeschlecht, welches in den Stiften Merseburg und Naumburg, später im Churkreis ansässig und Burgmannengeschlecht auf der Burg Scheidungen an der Unstrut war. Es hatte seinen Stammsitz auf der Burg Scheidungen und besaß Güter in Kirchscheidungen.
Die von Scheidingen waren in folgenden Orten begütert: 1340 Roitzsch, 1340–1621 Storckwitz, 1349 Markwerben, 1453 Herrnschwende, 1460–1756 Klein Wölkau, Ostrau, 1476–1694 Niemeck (Niemegk) im Churkreis, 1476–1488 Delitzsch, 1488 bis 1600 Solgüter zu Halle, 1495 Zörbig, Bitterfeld, 1506–1560 Gödewitz, 1503–1603 Tammendorf, Dammendorf a.d. Saale, Waldau, 1608 Zscheppen, 1618 Sölben bzw. Selben, 1625 Mühlberg und 1660 Joksdorf.
Der Edelmann Heinrich Balthasar von Scheidingen (Scheiding) wird 1629 erwähnt und gehörte der Fruchtbringenden Gesellschaft als „der Liebende“ an. 1653 in den schwedischen Freiherrenstand erhoben.
Im 16. und 17. Jahrhundert treten in Schweden, im Baltikum, in Livland und Kurland, in Russland, in Polen sowie in Dänemark und Holland, Angehörige derer von Scheiding, aus dem hiesigen Geschlecht, in schwedischen Diensten auf, von denen dort noch heute bürgerliche Nachfahren leben. Anfang des 19. Jahrhunderts war endgültig die männliche adlige Linie in Deutschland und bereits 1797 in Schweden erloschen.

## Persönlichkeiten

Epitaph des Otto von Scheidingen an der Stadtkirche St. Peter und Paul zu Delitzsch

- Otto von Scheidingen auf Schenkenberg († 1476), Amtmann zu Delitzsch, Capitellherr von Magdeburg und der Fürsten Rat von Sachsen
- Otto von Scheiding (* 1580; † 1651), Oberstleutnant, Gouverneur und Statthalter von Kronsberg
- Christoffer (Kristoffer) von Scheiding († 1617) in Schweden war er 1570 Kammerjunker des Herzogs Carl v. Södermanland, 1584 Hofmeister der Herzogin Anna und von König Karl IX, 1604 Hofmeister der schwedischen Königin Christina von Holstein-Gottorp, 1620 Gouverneur und Statthalter im Leibregiment der schwedischen Königin Maria Eleonore
- Philipp Christopherson von Scheiding (* 1578; † 1646) in Schweden: Kammerjunker 1602, Hofmarschall 1606 von König Karl IX., Hofmeister bei Königin Christiana d. Ä., Generalkommissar und Oberst des Kriegsvolkes in Livland (1606), Statthalter von Narva (1606), Gouverneur von Ingermanland, Russland (1607–1613) und Oberkriegskommissionar der schwed. Armee in Nowgorod, Russland (1614), Reichsrat in Estland (1620), Oberstatthalter von Reval u. Estland (1628–1642), Präsident des Dorpater königlichen Hofgerichts (1634), Gesandter in Russland (1634), Kanzler der Universität Dorpat (1635), Generalgouverneur von Livland (1642).
- Johann Christoph von Scheidingen, Freiherr, 1658 Ehrenrektor der Universität Gießen, 1658–1659 53. Rector Magnificentissimus
- Otto von Scheiding, (1637–1714), Freiherr, schwedischer Oberstleutnant und Landrat von Reval (1678) in Livland,
- Wolmar von Scheiding († 1750), er war in Schweden war 1670 Fähnrich, 1687 Leutnant der schwedischen Infanterie in Holland (Niederlande), 1698 Capitän, 1709 Major, 1711 Obristleutnant der Garde des poln. Königs Stanislav, 1712 königlicher Senator, königlich schwedischer Obrist  und 1719 Kommandant von Pernau, 1728 Oberst in Livland, 1732 Träger des sächsisch-weimarischen Ordens der Wachsamkeit, 1748 Träger des schwedischen Schwertordens.
- Johan Christoffer von Scheiding (1634–1685), schwedischer Statthalter in Estland

## Wappen
Wappen: ursprünglich ein goldener Schild mit rotem Schildbuckel bzw. -beschlag. Später wurde nun aus dem Buckel ein blauer Spiegel mit rotem Rahmen. Auf dem gekrönten Helme einen offenen weißen Flug, inmitten desselben drei rote Straußenfedern (oder Tinkturen vertauscht). Helmdecken: Gold und Rot.